# 西小仙波町
西小仙波町（にしこせんばまち）は、埼玉県川越市の町名。郵便番号は350-0035。北側が西小仙波町一丁目、南側が西小仙波町二丁目である。

## 地理
川越市中心部に位置し、東側で小仙波町、南側で仙波町・南通町、西側で通町・松江町、北側で久保町と接する。
松江町・久保町に接する一部が商業地域に指定されている以外は、全域が第一種住居地域であり低層住宅が広がる。

## 歴史
元々は東側に隣接する小仙波町と同じく、旧小仙波村の範疇であった。かつては中院の西側、通町との間（現在の西小仙波二丁目）に赤座という地名があった。1913年発行の地図にも赤座の名は残されている。
住所表示としての西小仙波町は1940年代にはすでに用いられており、1952年に川越市が発行した書籍にも表れている。
1962年、川越市内における第二次町名・地番整理において、旧西小仙波町全体と通町の一部が新たに西小仙波町となった。

## 交通
町内を通過する鉄道はなく、駅も設置されていない。西小仙波町二丁目の川越工業高等学校では駅からの所要時間について、本川越駅から徒歩7分、川越駅から徒歩10分と案内している。
町内を通過する国道、県道は無い。川越シャトルの30・31系統が町内を南北に走り、埼玉病院と西小仙波二丁目の2停留所を持つ。イーグルバスの小江戸巡回バスは町内の東照宮中院通りを東西方向に通過するが、停留所は町内に設けられていない。

## 施設
- 埼玉県立川越工業高等学校
- 埼玉病院